# Србија на Европском првенству у атлетици на отвореном 2018.
Србија је учествовала на 24. Европском првенству 2018. одржаном у Берлину, Немачка, од 6. до 12. августa. Репрезентацију Србије на њеном шестом учешћу на европским првенствима на отвореном од 2006. године од када Србија учествује самостално под овим именом, представљало је 12 спортиста (4 мушкараца и 8 жена), који су се такмичили у 8 дисциплина.
На овом првенству Србија није освојила ниједну медаљу. Главни фаворит за освајње медаље била је Ивана Шпановић која је због повреде у квалификацијама морала пропустити финале. Једини национални рекорд оборила је Душица Топић у дисциплини брзог ходања на 50 км која је била први пут на пограму европских првенстава.
У табели успешности (према броју и пласману такмичара који су учествовали у финалним такмичењима (првих 8 такмичара)) Србија је са једим учесником у финалу делила 34 место са 3 бод, од 36 земаља које су имале представнике у финалу. Првопласирани је добијао 8 бодова, а последњи, осми 1 бод.
| Пл.   | Земља  | 1. место | 2. место | 3. место | 4. место | 5. место | 6. место | 7. место | 8. место | Бр. фин. | Бодови |
| ----- | ------ | -------- | -------- | -------- | -------- | -------- | -------- | -------- | -------- | -------- | ------ |
| = 34. | Србија | 0        | 0        | 0        | 0        | 0        | 1 - 3    | 0        | 0        | 1        | 3      |

## Учесници
| Бр. | Дисциплина    | Мушкарци                                       | Жене                                                                             | Укупно |
| --- | ------------- | ---------------------------------------------- | -------------------------------------------------------------------------------- | ------ |
| 1.  | 400 м         |                                                | Тамара Салашки, АК Црвена звезда, Београд Маја Ћирић , АК Партизан, Београд      | 2      |
| 2.  | 1.500 м       |                                                | Амела Терзић, АК Нови Пазар                                                      | 1      |
| 3.  | 400 м препоне | Емир Бекрић, АК Партизан, Београд              |                                                                                  | 1      |
| 4.  | 50 км ходање  |                                                | Душица Топић, ААК Ниш                                                            | 1      |
| 5.  | Скок удаљ     | Страхиња Јованчевић, АК Цевена звезда, Београд | Ивана Шпановић, АК Војводина, Нови Сад Милица Гардашевић, АК Војводина, Нови Сад | 3      |
| 6.  | Бацање кугле  | Асмир Колашинац, АК Партизан, Београд          |                                                                                  | 1      |
| 7.  | Бацање диска  |                                                | Драгана Томашевић, АК Сирмијум, Сремска Митровица                                | 1      |
| 8.  | Бацање копља  | Ведран Самац, АК Сирмијум, Сремска Митровица   | Марија Вученовић, АК Сирмијум, Сремска Митровица                                 | 2      |
|     | Укупно (9)    | 4                                              | 8                                                                                | 12     |

## Национални рекорди
1. Душица Топић 4:30:43  — 50 км брзо ходање

## Резултати

### Мушкарци
| Атлетичар           | Дисциплина    | Лични рекорд | Група     | Група         | Полуфинале           | Полуфинале   | Финале               | Финале       | Детаљи |
| Атлетичар           | Дисциплина    | Лични рекорд | Резултат  | Место         | Резултат             | Место        | Резултат             | Место        | Детаљи |
| ------------------- | ------------- | ------------ | --------- | ------------- | -------------------- | ------------ | -------------------- | ------------ | ------ |
| Емир Бекрић         | 400 м препоне | 48,05 НР     | 50,46 ЛРС | 3, у гр, 3 кв | 50.96                | 8. у пф, 1   | Није се квалификовао | 23 / 35 (37) | []     |
| Страхиња Јованчевић | скок удаљ     | 7,98         | 7,69      | 8. у гр. 1    |                      |              | Није се квалификовао | 14 / 29 (30) |        |
| Асмир Колашинац     | бацање кугле  | 20,85        | БП        | БП            | Није се квалификовао | БП           |                      |              |        |
| Ведран Самац        | бацање копља  | 80,90        | 75,89     | 10 у гр. А    | Није се квалификовао | 18 / 28 (30) |                      |              |        |

### Жене
| Атлетичарка       | Дисциплина   | Лични рекорд | Група    | Група         | Полуфинале            | Полуфинале            | Финале                | Финале          | Детаљи |
| Атлетичарка       | Дисциплина   | Лични рекорд | Резултат | Место         | Резултат              | Место                 | Резултат              | Место           | Детаљи |
| ----------------- | ------------ | ------------ | -------- | ------------- | --------------------- | --------------------- | --------------------- | --------------- | ------ |
| Тамара Салашки    | 400 м        | 51,89 НР     | 52,39    | 4. у гр. 2 кв | 53,20                 | 8 у пф 2              | Није се квалификовала | 24 / 43         |        |
| Маја Ћирић        | 400 м        | 52,78 д      | 53,65    | 8. у гр. 1    | Није се квалификовала | Није се квалификовала | Није се квалификовала | 30 / 32         |        |
| Амела Терзић      | 1.500 м      | 4:04,77 НР   | 4: 17,22 | 11. у гр 2    |                       |                       | Није се квалификовала | 23 / 24         |        |
| Душица Топић      | 50 км ходање | 4.41:55 НР   |          |               |                       |                       | 4:30:43 НР            | 9 / 14 (19)     |        |
| Ивана Шпановић    | скок удаљ    | 7,10 НР      | 6,84     | 1 у гр. А КВ  |                       |                       | Није стартовала       | Није стартовала |        |
| Милица Гардашевић | скок удаљ    | 6,64         | 6,26     | 11. у гр Б    | Није се квалификовала | 21 / 25 (27)          |                       |                 |        |
| Драгана Томашевић | бацање диска | 63,63 НР     | 57,77    | 6 у гр Б кв   | 58,94                 | 6 / 29                |                       |                 |        |
| Марија Вученовић  | бацање копља | 80,60        | 59,02    | 5, у гр. А кв | 55,25                 | 11 / 22 (23)          |                       |                 |        |